# 钮氏状元厅
钮氏状元厅位于中国浙江省湖州市吴兴区朝阳街道勤劳街花园弄东侧、市河北侧，建于清道光年间，原为乌程钮氏西支的宗祠理德堂，后状元钮福保对其进行了局部改造，用以陈列钮氏各代科举中试者的故物，称状元厅。建筑群由门厅、仪门、照壁、大厅、东西厢楼和花园组成，为湖州地区仅存的与科举相关的厅堂建筑。但现已年久失修，损坏严重。

## 图集
- 南侧沿河近景
- 北侧沿街
- 北侧沿街近景，中部原为砖雕门楼
- 门楼上残存砖雕细节
- 门楼上残存砖雕细节
- 临街处的古树